# Évariste de Valernes
Évariste Bernardi de Valernes né le 24 juin 1816 à Avignon et mort le 5 mars 1896 à Carpentras est un peintre français.

## Biographie

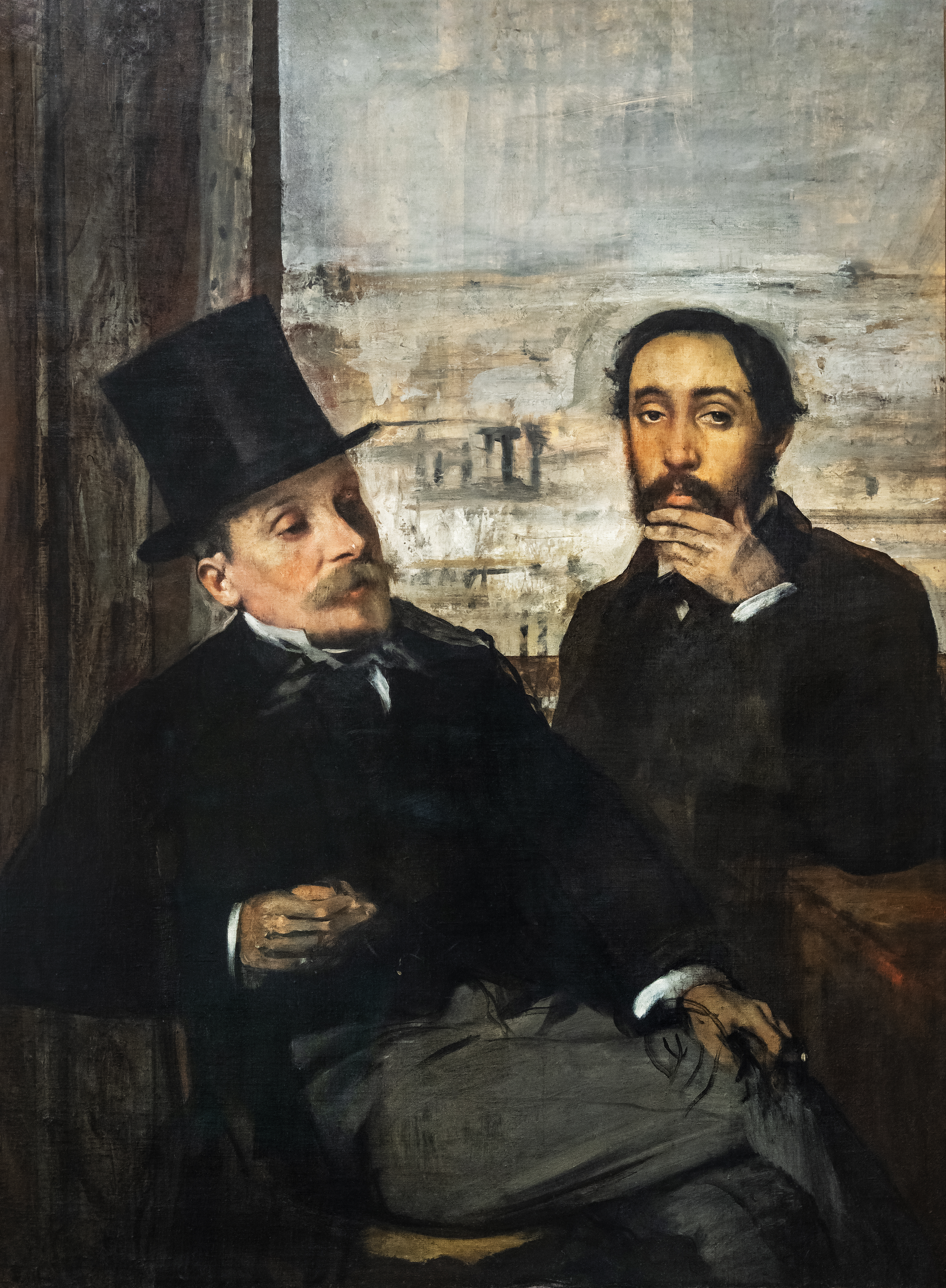
Degas et Évariste de Valernes Musée d'Orsay

Évariste de Valernes est issu d'une vieille famille provençale qui possédait un petit manoir à Monieux, à l'entrée des gorges de la Nesque. En 1839, il part à Paris avec sa jeune épouse Hélène, fille de sa concierge. Il devient l'élève d'Eugène Delacroix durant deux ans. Il tente de percer dans le monde difficile des arts ; dans les années 1860/1865, il rencontre Edgar Degas, dont il devient l'ami fidèle. Degas réalisera un autoportrait avec son ami et un portrait d'Évariste de Valernes seul.
Le succès ne vient hélas pas et il dépense rapidement son patrimoine. Il expose à trois reprises au Salon :
- Une sœur de charité en 1855 actuellement au musée Calvet d'Avignon;

Œuvres d'Évariste de Valernes
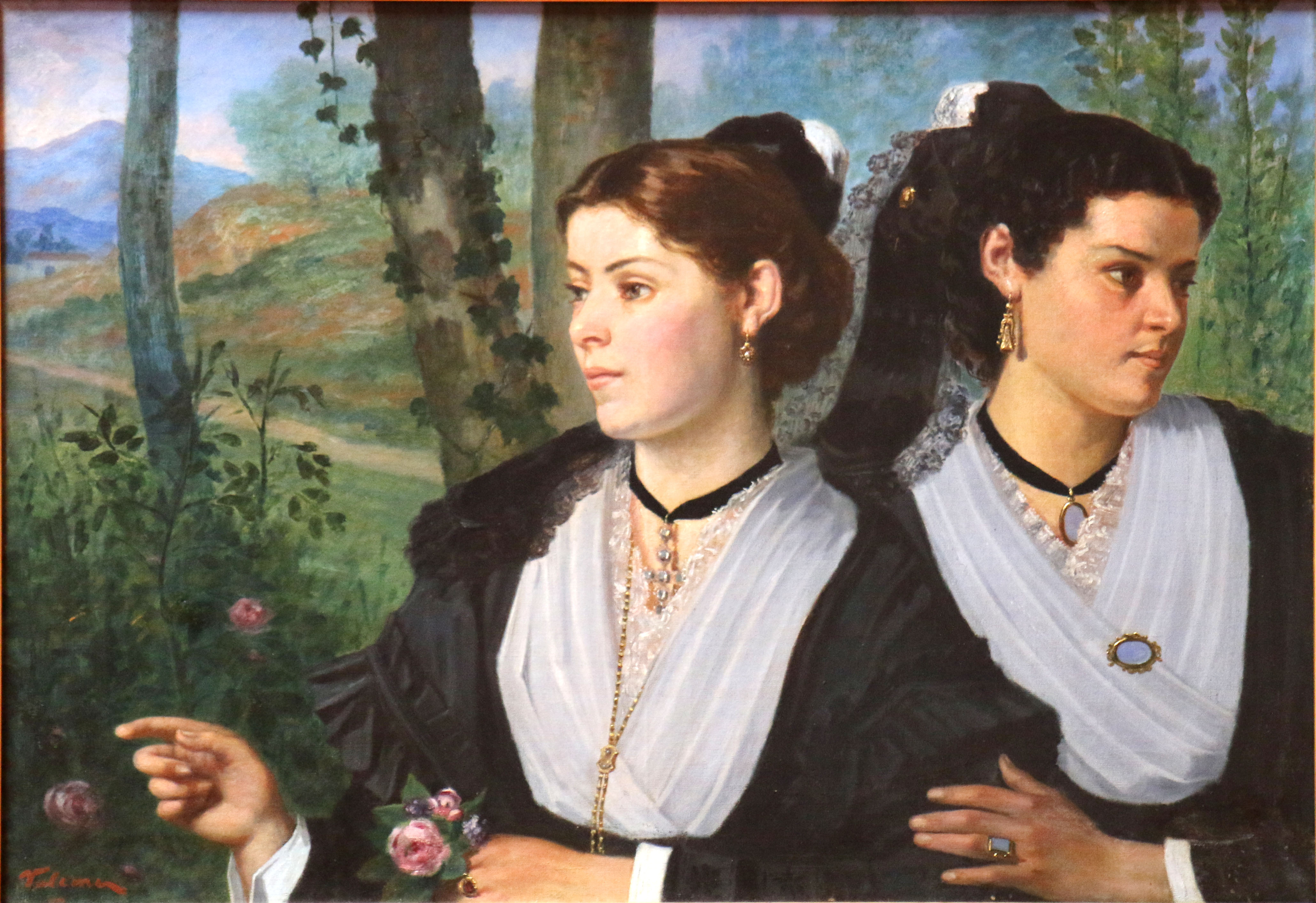
La convalescente en 1868 actuellement au Musée Comtadin-Duplessis de Carpentras : cette œuvre n'est pas appréciée par la critique, seul Émile Zola publie un commentaire élogieux dans l’événement illustré.
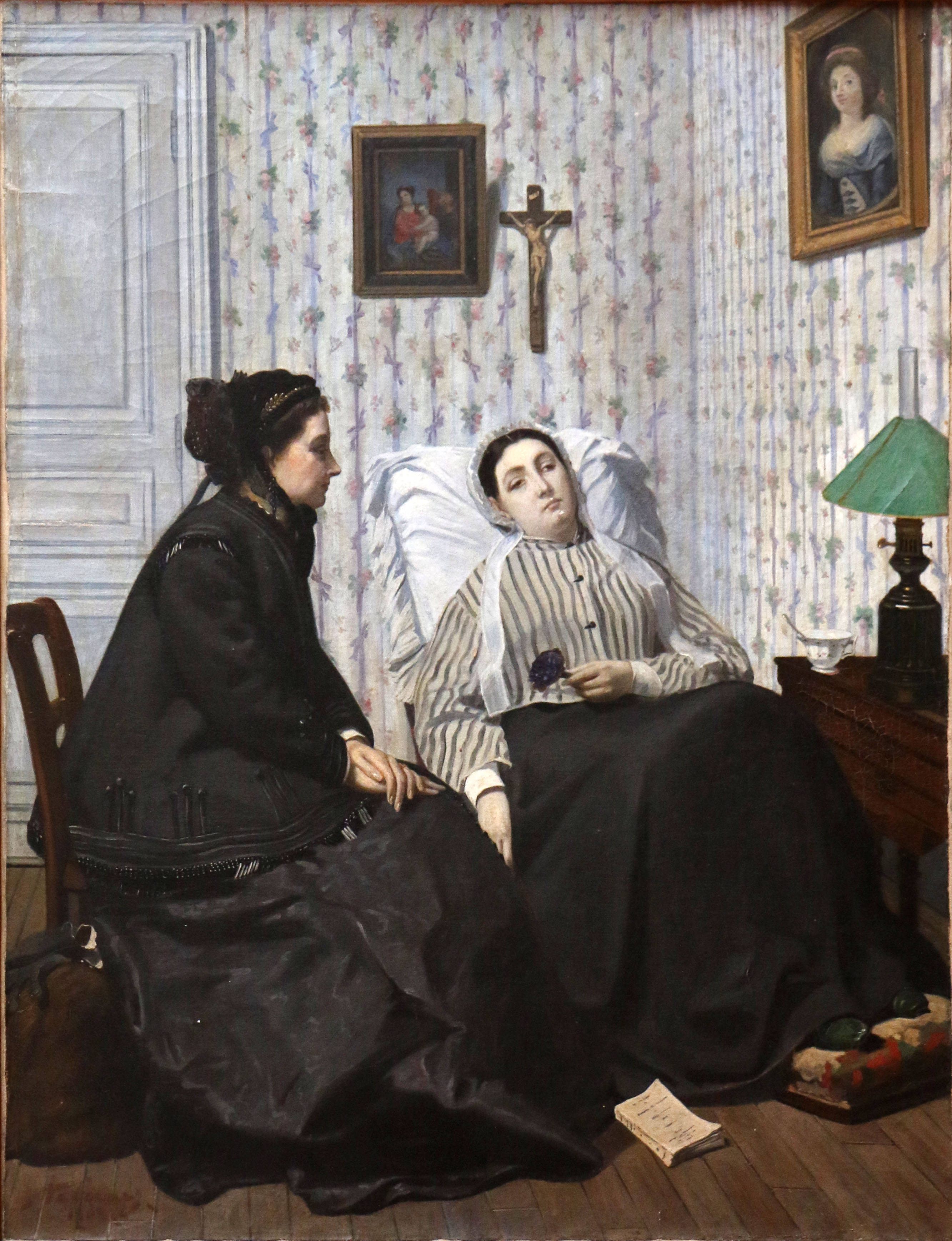
La Convalescente, Carpentras, musée Comtadin-Duplessis.

- Geneviève en 1870 actuellement au musée municipal de Sault ; à ce Salon son tableau Le restaurent à 32 sols ne sera pas accepté par le jury[1]

Il se retire finalement à Carpentras dans un état proche de la misère. En 1879, il est nommé professeur de dessin.